# Mühlethurnen
Mühlethurnen is een plaats en voormalige gemeente in het Zwitserse kanton Bern, en maakt deel uit van het district Bern-Mittelland.
Mühlethurnen telt 1.390 inwoners.